# Hui-Chinesen

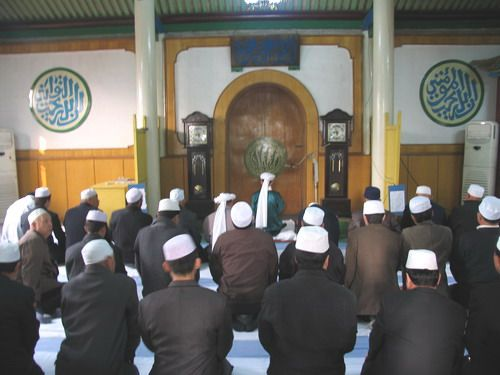
Hui-Chinesen beim Beten in der Moschee

Die Hui (chinesisch 回族, Pinyin Huízú, dunganisch Хуэйзў Xuejzw) sind eine der 56 Nationalitäten Chinas, die offiziell als eigenständige Völker anerkannt worden sind. Die Hui sind in ihrer Kultur und viele auch in ihrem Aussehen den Han-Chinesen ähnlich, mit der Ausnahme, dass sie Muslime sind und deshalb eigene religiös geprägte Sitten und Bräuche haben. Beim Zensus im Jahre 2010 wurden 10.595.946 Angehörige der Hui-Nationalität gezählt. Die etwa 20.000 Hui in Hongkong und etwa 100 in Macau wurden dabei nicht mitgezählt. Die etwa 52.000 Hui auf Taiwan werden von der Regierung der Republik China nicht als Nationalität anerkannt, sondern als Han-Chinesen islamischen Glaubens betrachtet.

## Besondere Kennzeichen

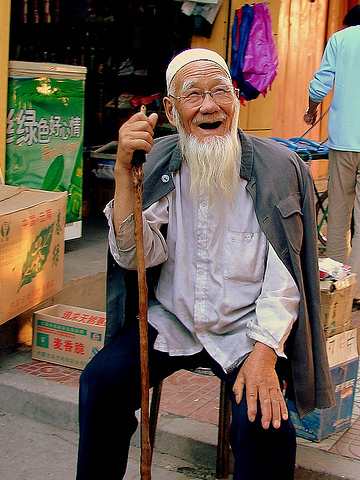
Hui-Chinese mit der typischen Kopfbedeckung

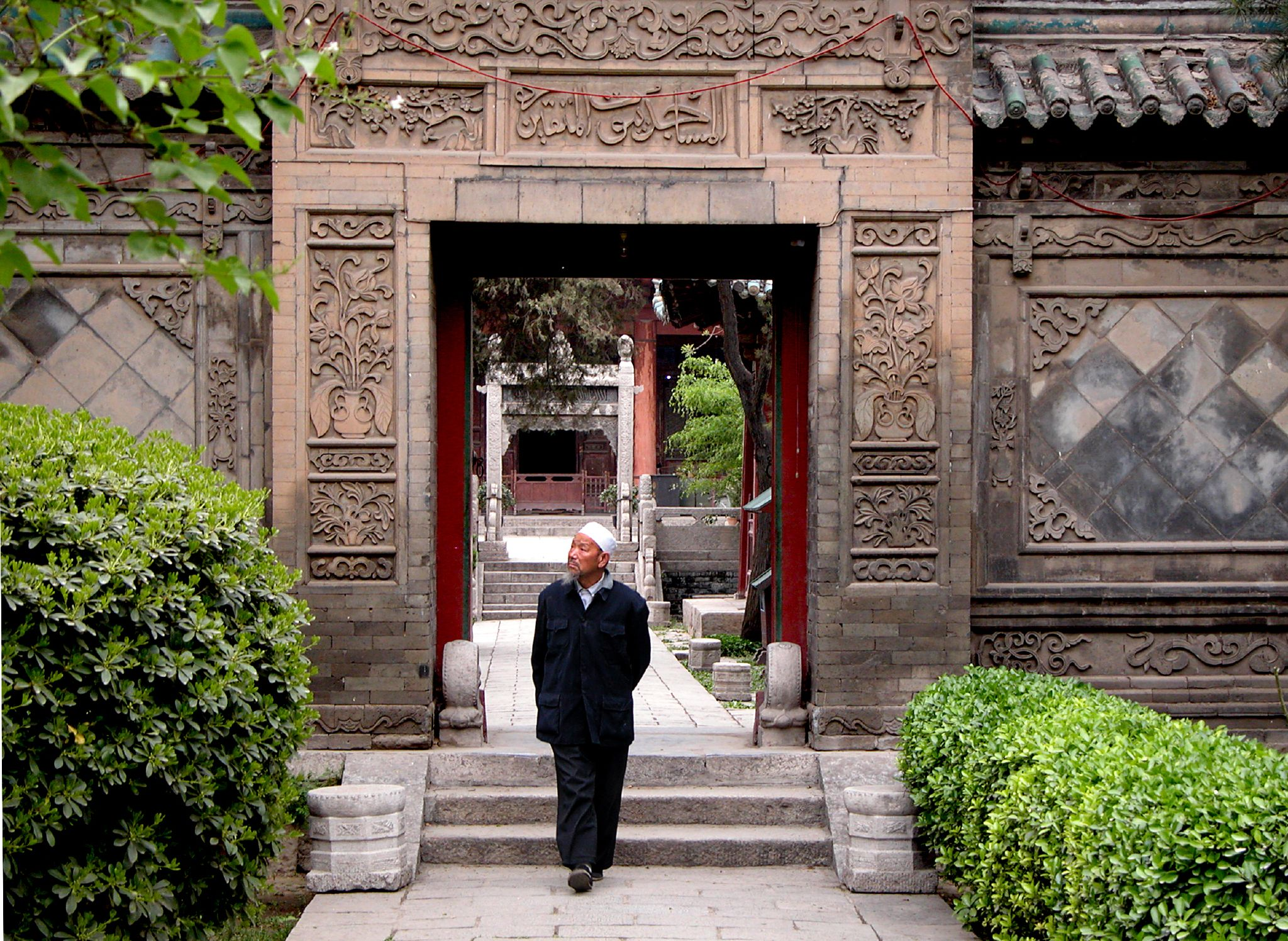
Hui in der Großen Moschee von Xi’an

Zu den Hui zählen auch diverse kleinere muslimische Ethnien, die keiner der anderen großen islamischen Völker Chinas (Uiguren, Kasachen, Kirgisen, Dongxiang, Salar, Usbeken, Tataren, Tadschiken und Bonan) zugeordnet werden konnten, aber zu klein oder zu kompliziert waren, um sie als eigene Nationalitäten anzuerkennen. Eine Besonderheit der Hui ist, dass sie zwar über ganz China verstreut, örtlich aber konzentriert in „Hui-Stadtvierteln“ oder „Hui-Dörfern“, meistens im Umkreis der Moschee leben. Die jeweiligen lokalen Gruppen der Hui unterscheiden sich oftmals erheblich voneinander, insbesondere hinsichtlich ihrer Herkunft und Geschichte. So gibt es im Norden der Stadt Dezhou (Nordwest-Shandong) ein kleines Dorf namens Beiying, in dem 710 Hui (1990) leben, die überwiegend Nachfahren zweier Söhne (Andulu und Wenhala) eines Königs der Ureinwohner von den Sulu-Inseln (heutige Philippinen) sind. Der Sulu-König war im Jahre Yongle 15 (1417) mit einer 340-köpfigen Delegation auf Staatsbesuch am Hof der Ming-Dynastie gewesen und auf dem Heimweg in Dezhou verstorben. Seine beiden jüngeren Söhne blieben am Grab zurück, traten mit drei örtlichen Hui-Familien Xia, Ma und Chen in Heiratsbeziehungen und begründeten die Familien An und Wen. Im Jahre Yongzheng 9 (1731) bekam ihre inzwischen auf 193 Personen angewachsene Nachkommenschaft vom Qing-Kaiser die chinesische Staatsbürgerschaft verliehen.

## Sprache

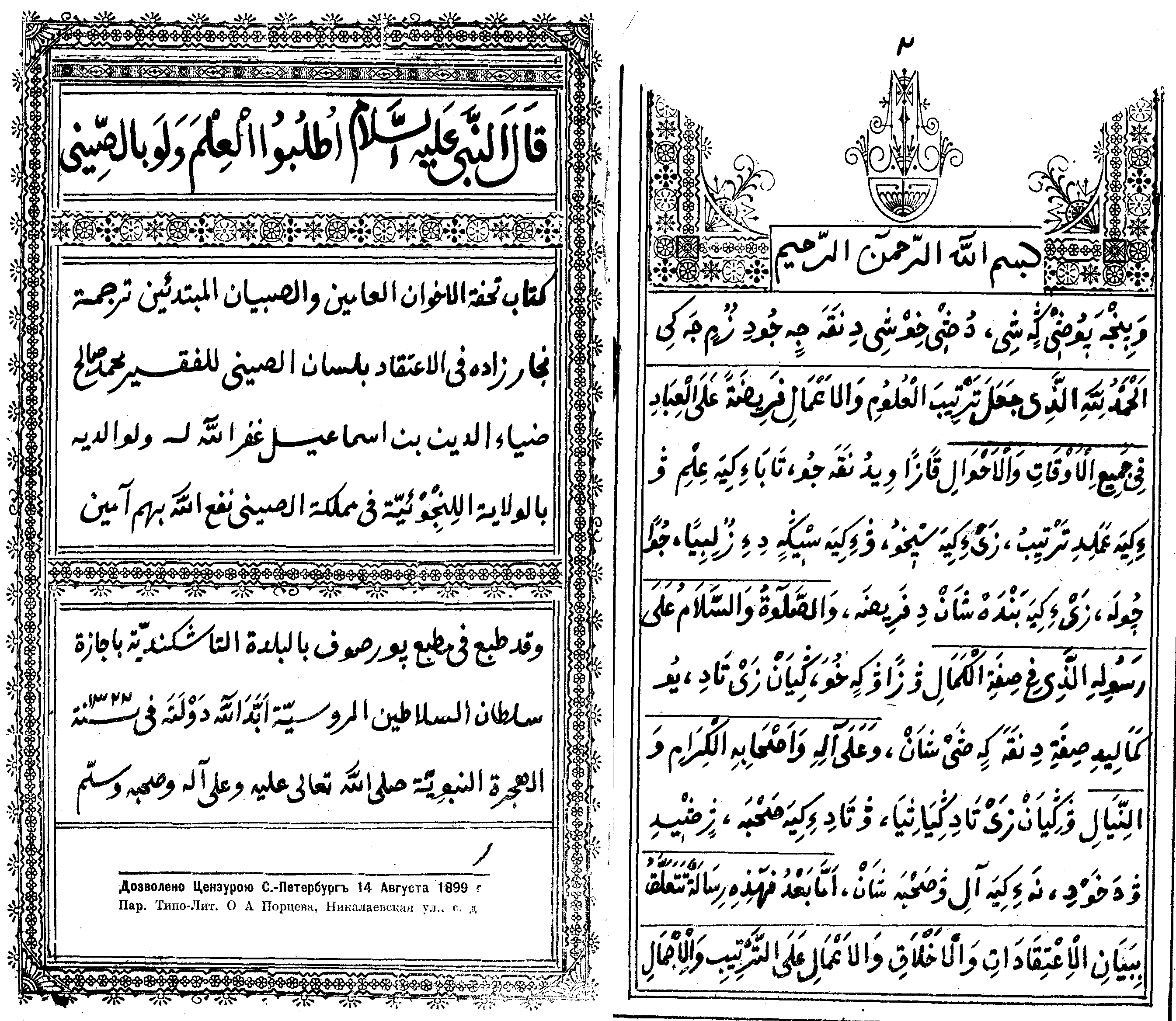
Buch mit Textstellen in Xiao’erjing

Die Hui sprechen überwiegend Chinesisch im jeweiligen örtlichen Dialekt und/oder Sprachen der örtlichen ethnischen Minderheiten. Im religiösen Bereich gibt es einen umfangreichen Wortschatz arabischen, persischen und türkischen Ursprungs. Der nordwestchinesische Dialekt, den die Hui in Shaanxi, Gansu und Ningxia, Xinjiang und z. T. auch in Qinghai sprechen, wird in Kirgisistan, Kasachstan, Usbekistan und Tadschikistan Dunganisch (東干語) genannt. Dort leben über 100.000 Hui unter der Bezeichnung Dunganen.
In Lhasa und einigen anderen Orten Tibets, im autonomen Bezirk Dêqên der Tibeter in der Provinz Yunnan sowie in den Gemeinden Dehenglong und Ashinu im autonomen Kreis Hualong der Hui, Provinz Qinghai, leben insgesamt knapp 15.000 Hui, die Tibetisch (藏語) sprechen.
Einige tausend Hui, die sich selbst Tuomao (托茂人) nennen, leben im autonomen Bezirk Haibei der Tibeter sowie im Uigurischen autonomen Gebiet Xinjiang. Sie sprechen Oirat-Mongolisch. Die etwa 4.500 Utsat-Hui in Sanya an der Südspitze von Hainan sind Nachfahren von Cham-Einwanderern, die Ende des 12. oder Anfang des 13. Jahrhunderts aus Vietnam nach China kamen. Sie sprechen Tsat (回輝語), eine austronesische Sprache, die zu den chamischen Sprachen der westlichen malayo-polynesischen Sprachfamilie zählt. Im autonomen Bezirk Xishuangbanna der Dai leben knapp 600 Hui, die Paxi-Dai (帕西傣) genannt werden. Sie sprechen Tai Lü, eine südwestliche Tai-Sprache. Weitere knapp 6.000 Hui im Kreis Eryuan, autonomer Bezirk Dali der Bai sprechen Bai, eine sinotibetische Sprache.

## Islam

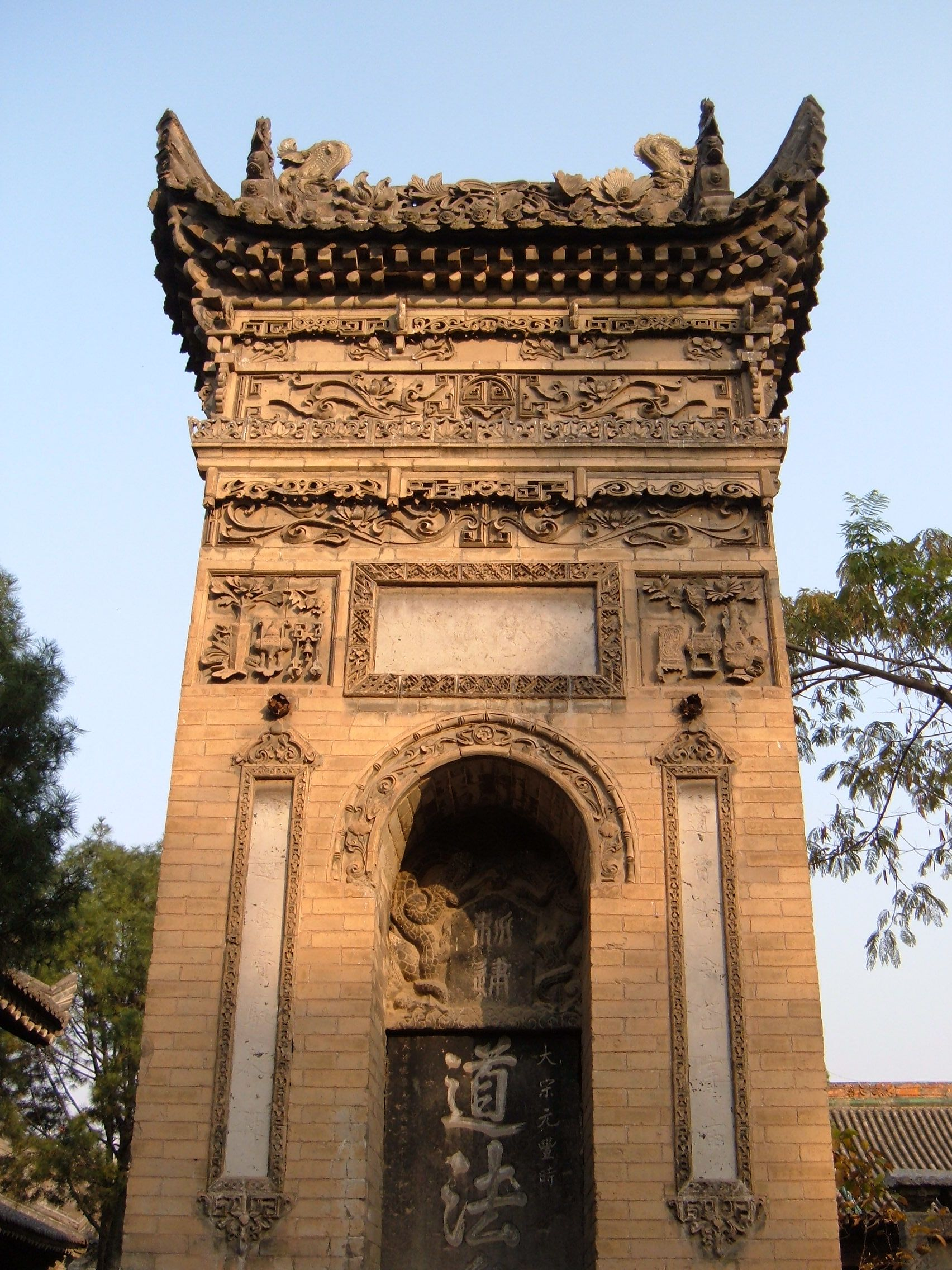
Moschee zu Xi’an

Die chinesische Bezeichnung für Islam ist entweder „die Religion der Hui“ (回教 Huí jiào) oder die Transkription Yisilan [= Islam]-Religion (伊斯蘭教 Yīsīlán jiào).
Unter den Hui Nordchinas gibt es starke Einflüsse der zentralasiatischen Sufi-Schulen (Tarīqas) wie Kubrawiyya, Qadiriyya, Nakschibendi (Chufiya und Dschahriya) etc. meistens des Hanafi Madhhab, während unter den südöstlichen Gemeinschaften das Schafii Madhhab häufiger ist. Vor der Ihwani-Bewegung, der chinesischen Variante der Salafismus-Bewegung, fusionierten die nördlichen Hui gern taoistisches Gedankengut und Kampfsport-Praktiken mit der Sufi-Philosophie.
Südöstliche Hui haben eine lange Tradition der Fusion von konfuzianistischen Lehren mit der Scharia und dem Koran. Die Beiträge der Muslime des chinesischen Südostens zum konfuzianistischen Beamtentum sind bis in die Tang-Dynastie belegt.
Bei den Hui dienen auch Frauen als ahong (Imame oder muslimische religiöse Führer). Sie arbeiten als spirituelle Führer für Frauen (nü) in ihrer Gemeinde. Einige dieser nü ahong dienen in Moscheen, die völlig getrennt von Moscheen für Männer sind, meistens aber werden von den Frauen Zimmer benutzt, die Teil der Moscheen für Männer sind. Einige nü ahong leben in der Moschee oder in mit ihnen verbundenen muslimischen Schulen. Teilweise erhalten sie auch ein Gehalt, nur ein kleiner Teil arbeitet ehrenamtlich. Die Anthropologin Maria Jaschok schätzt, dass es etwa siebenmal so viele Gebetsräume und Moscheen für Männer wie für Frauen gibt. Unterschiedliche Definitionen von „Frauenmoschee“ und das Fehlen von statistischen Daten macht eine genaue Aussage zur Anzahl aber unmöglich.
Zusätzlich zum Vorsitz in der nü si (Frauen-Moschee), hat eine nü ahong auch die Aufgabe, rituelle und moralische Orientierung zu bieten, an Eheschließungen und Beerdigungen teilzunehmen, die Predigt zu halten, politische und soziale Konflikte zu lösen und zu beraten. Zudem dient sie als Erzieherin. Es gibt viele Schulen für Hui-Frauen und -Mädchen, die von den Moscheen betrieben und von Hui finanziert werden.

## Ethnogenese

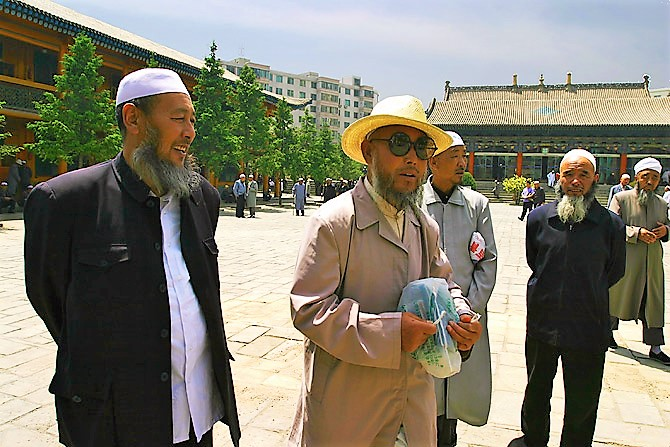
Hui-Chinesen nach dem Gebet

Die Hui-Chinesen sind großteils Han-Chinesen, die den islamischen Glauben annahmen. Einige haben aber verschiedene Ursprünge. Manche an der Südostküste stammen von arabischen Händlern ab, die seit dem 9. Jahrhundert in China siedelten und sich mit der Zeit an die einheimische Bevölkerung anpassten, sich mit ihr vermischten und letzten Endes nur die andere Religion beibehielten. Für die den nordchinesischen Dialekt sprechenden Hui von Yunnan und in Nordchina gibt es eine andere Erklärung der Abstammung: Teile ihrer Vorfahren waren mongolische, turkische und andere zentralasiatische Siedler.
Bis in die frühmodernen Zeiten wurden die nordchinesischen Hui-Dörfer noch als „Blaukappen-Huihui“, „Schwarzkappen-Huihui“ und „Weißkappen-Huihui“ bezeichnet, um sie hinsichtlich ihres möglicherweise christlichen, jüdischen oder islamischen Ursprungs zu unterscheiden, obwohl schon damals die Hui Nordchinas weit überwiegend Muslime waren.
Die zentralasiatischen Turkvölker und die Tadschiken bezeichnen die Hui-Chinesen als Dunganen. In Thailand werden chinesische Muslime „Chin Ho“ genannt, in Birma und in Yunnan „Panthay“. Es gibt einige chinesische Muslime oder zum Islam übergetretene Chinesen in Malaysia. Diese werden offiziell als Teil des „Bumiputra“, der dominierenden Malaien gezählt. In der Gesellschaft werden sie jedoch als Teil der chinesischen Minderheit gesehen.

## Verbreitung der Hui-Chinesen auf Provinzebene
Nach den Daten des Zensus 2010 (Stichtag 1. November 2010):

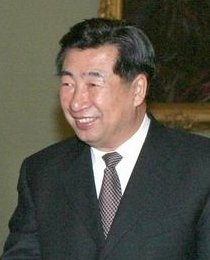
Hui Liangyu

| Gebiet               | Zahl       | Anteil   |
| -------------------- | ---------- | -------- |
| Volksrepublik China  | 10.595.946 | 100,00 % |
| Ningxia              | 02.173.820 | 020,52 % |
| Gansu                | 01.258.641 | 011,88 % |
| Xinjiang             | 0 983.015  | 09,28 %  |
| Henan                | 0 957.964  | 09,04 %  |
| Qinghai              | 0 834.298  | 07,87 %  |
| Yunnan               | 0 698.265  | 06,59 %  |
| Hebei                | 0 570.170  | 05,38 %  |
| Shandong             | 0 535.679  | 05,06 %  |
| Anhui                | 0 328.062  | 03,10 %  |
| Peking               | 0 249.223  | 02,35 %  |
| Liaoning             | 0 245.798  | 02,32 %  |
| Innere Mongolei      | 0 221.483  | 02,09 %  |
| Guizhou              | 0 184.788  | 01,74 %  |
| Tianjin              | 0 177.734  | 01,68 %  |
| Shaanxi              | 0 138.716  | 01,31 %  |
| Jiangsu              | 0 130.757  | 01,23 %  |
| Jilin                | 0 118.799  | 01,12 %  |
| Fujian               | 0 115.978  | 01,09 %  |
| Sichuan              | 0 104.544  | 00,99 %  |
| Heilongjiang         | 0 101.749  | 00,96 %  |
| Hunan                | 0 94.705   | 00,89 %  |
| Shanghai             | 0 78.163   | 00,74 %  |
| Hubei                | 0 67.185   | 00,63 %  |
| Shanxi               | 0 59.709   | 00,56 %  |
| Guangdong            | 0 45.073   | 00,43 %  |
| Zhejiang             | 0 38.192   | 00,36 %  |
| Guangxi              | 0 32.319   | 00,31 %  |
| Tibet                | 0 12.630   | 00,12 %  |
| Hainan               | 0 10.670   | 00,10 %  |
| Volksbefreiungsarmee | 0 9.859    | 00,09 %  |
| Chongqing            | 0 9.056    | 00,09 %  |
| Jiangxi              | 0 8.902    | 00,08 %  |

## Berühmte Hui

Flagge des bis 1949 autonomen „Sultanats“ der Xibei San Ma

- Zheng He (1371–1433/35), der berühmteste Seefahrer der chinesischen Geschichte
- Ma Huan (um 1380–1460), Schriftsteller und Begleiter von Zheng He
- Hai Rui (1514–1587), Politiker während der Ming-Dynastie
- Li Zhi (1527–1602), Gelehrter aus der Provinz Fujian
- Hui Liangyu (* 1944), früherer chinesischer Vize-Premierminister, Mitglied des Politbüros
- Shi Zhongxin (* 1947), früherer Bürgermeister von Harbin
- Zhang Linpeng (* 1989), Fußballspieler
- Ma Bufang (1903–1975), Ma Hongkui und Ma Hongbin: drei als Ma-Clique (Xibei San Ma) bekannte Hui-Kriegsherren beherrschten vor allem im Bündnis mit den Kuomintang 1912–1949 den Großteil der chinesischen Provinzen Ningxia, Gansu und Qinghai.

## Belege
1. ↑  中华人民共和国国家标准 中国各民族名称的罗马字母拼写法和代码 – „Nationale Standards der Volksrepublik China: Schreibweise und Codes der Namen verschiedener ethnischer Gruppen in China im lateinischen Alphabet“. (pdf; 180 kB) 1. April 1992, S. 484–490, abgerufen am 4. Oktober 2024 (chinesisch (vereinfacht)).
2. ↑  Muslims in China, A Special Issue: Archivierte Kopie (Memento vom 14. September 2008 im Internet Archive) Anne Miller Darling
3. ↑  Communiqué of the National Bureau of Statistics of People's Republic of China on Major Figures of the 2010 Population Census (No. 1). In: National Bureau of Statistics of China. 28. April 2011, archiviert vom Original am 16. Mai 2021; abgerufen am 16. Mai 2021 (englisch).